# كريستوف هالبر
كريستوف هالبر (بالألمانية: Christoph Halper)‏ هو لاعب كرة قدم نمساوي في مركز الوسط، ولد في 21 مايو 1998 في النمسا. لعب مع نادي ماترسبرغ.

## وصلات خارجية
- كريستوف هالبر على موقع قاعدة بيانات كرة القدم.إي يو (الإنجليزية)
- كريستوف هالبر على موقع Soccerway.com (الإنجليزية)
- كريستوف هالبر على موقع عالم كرة القدم.نت (الإنجليزية)